# برنارد إنغهام
برنارد إنغهام (بالإنجليزية: Bernard Ingham)‏ هو صحفي بريطاني، ولد في 21 يونيو 1932.